# Parafia Miłosierdzia Bożego w Woli Rakowej
Parafia Miłosierdzia Bożego w Woli Rakowej – parafia rzymskokatolicka, znajdująca się w archidiecezji łódzkiej, w dekanacie Łódź-Olechów.
Według stanu na miesiąc luty 2017 liczba wiernych w parafii wynosiła 1153 osób.